# 谷鄉元昭
谷鄉元昭（日语： Tanigou Motoaki，1973年12月10日—），日本企業家，1973年出生於大阪府高槻市，畢業於慶應義塾大學理工學部機械工學科，現為日本科技公司COVER株式會社的CEO，觀眾戲稱其為「Yagoo」、「Best Girl」。

## 經歷
1973年12月10日在大阪府高槻市出生。
從慶應義塾大學理工學部畢業後，他於1997年加入イマジニア公司。在與電視台和出版公司合作運營官方手機網站的1年半時間裡，他負責與三麗鷗合作製作遊戲並在該公司工作了4年。
2003年6月，加入アイスタイル公司，负责监督电子商务业务并推出了邮购网站cosme.com。
2005年7月，参与创建了移动广告媒体公司インタースパイア（后来合并为United Inc），负责媒体部门业务。
2008年4月，他被任命为サンゼロミニッツ的总裁和代表董事，开始提供名为30min.的郊游信息服务，其中包括日本第一个支持GPS的智能手机应用程序。2014年11月，上述服务被移交给イード公司。
2016年6月13日，成立COVER株式會社。
2022年11月25日，被日本富比士（Forbes JAPAN）評選為「日本創業家排名2023」之第三名。